# Aribert Reimann
Aribert Reimann, född 4 mars 1936 i Berlin, död 13 mars 2024 i Berlin, var en tysk kompositör och pianist.

## Biografi
Reimann studerade komposition, kontrapunkt samt piano vid UdK i Berlin innan han fick arbete som repetitör vid Deutsche Oper. Han arbetade därefter både pianosolist och som ackompanjatör. Reimann uppehöll en professur vid Hochschule der Künste mellan 1983 och 1998. 
Bland Reimanns förnämsta verk räknas operorna Lear efter Shakespeares pjäs, Das Schloss (Slottet) efter Franz Kafka och Medea efter Franz Grillparzer. Han har dock även skrivit kammarmusik, tyska lieder och mer storskalig orkestral musik. Lear hade Nordenpremiär den 27 april 2013 på Malmö Opera, i regi av Stefan Johansson.

## Verk i urval

### Operor
- Ein Traumspiel (1965)
- Melusine (1971)
- Lear (1978)
- Die Gespenstersonate (1984)
- Troades (1986)
- Das Schloss (1992)
- Bernarda Albas Haus (2000)
- Medea (2010)
- L'Invisible (2017)